# 帕科拉
帕科拉（西班牙語：Pacora）是巴拿马共和国巴拿馬省的一个城镇。它被認為是巴拿馬的工業區，許多跨國公司在那裡為中心進行物流和工業轉移，當地約有250家IT製造與跨國服務的公司。